# سرزه سفلی (زرند)
سرزه سفلی (زرند)، روستایی از توابع بخش مرکزی شهرستان زرند در استان کرمان ایران است.

## جمعیت
این روستا در دهستان سربنان قرار دارد و براساس سرشماری مرکز آمار ایران در سال ۱۳۸۵، جمعیت آن ۳۰ نفر (۸خانوار) بوده‌است.

## آب و هوا
این روستا با ارتفاع ۲۴۰۰ متر از سطح دریا دارای تابستانهایی بسیار خنک میباشد و گردشگران بسیاری را جذب مینماید.